# M577
M577 (англ. M577 Command Post Carrier) — командно-штабна машина, створена на базі бронетранспортеру M113 для виконання функцій мобільного командного пункту (тактичного операційного центру) рівня батальйону. Офіційна назва в армії США — Carrier, Command Post, Light Tracked M577.
Армія США отримала ці машини на озброєння у 1962 році. Перше бойове використання відбулось під час війни у В'єтнамі. Експлуатувались армією США під час війни в Іраку. Використовується багатьма арміями по всьому світу, зокрема Збройними силами України. Техніка неодноразово модифікувалась, в тому числі для виконання ролі броньованьої санітарної машини, машини невідкладної медичної допомоги, а також як машина керування вогнем. Використовується деякими підрозділами поліції та органами правопорядку.
На даху М577 встановлено допоміжну силову установку, завдяки чому машина помітно відрізняється від М113. Зазвичай не має бойового модуля.

## Передумови
Досвід Другої світової війни показав, що для ефективної спільнодії у маневровій війні потрібна тісна співпраця між піхотою та бронетехнікою. Сама ж маневрова війна передбачає більші за масштабом та театром дії, а тому мобільні пункти бойового управління вкрай необхідні для узгодження операцій на дивізійному, бригадному та батальйонному рівнях.
Хоч танки та броньовані автомобілі надавали необхідний рівень захисту від вогневого ураження, зазвичай вони не мали достатньо внутрішнього простору для операторів всіх радіостанцій. Легкоброньована або неозброєна техніка могла б перевозити тимчасові споруди (наприклад, намети), які мали б достатньо робочого простору, але такі споруди вразливі до більшості видів зброї. Також передові підрозділи, що ведуть наступальні дії, можуть вийти за межі далекості зв'язку пункту управління, що потребує демонтажу та переміщення таких споруд на нове місце.
У 1960 Армія США не мала у своєму розпорядження техніки, яка б задовольнила всі ці потреби.

## Розробка

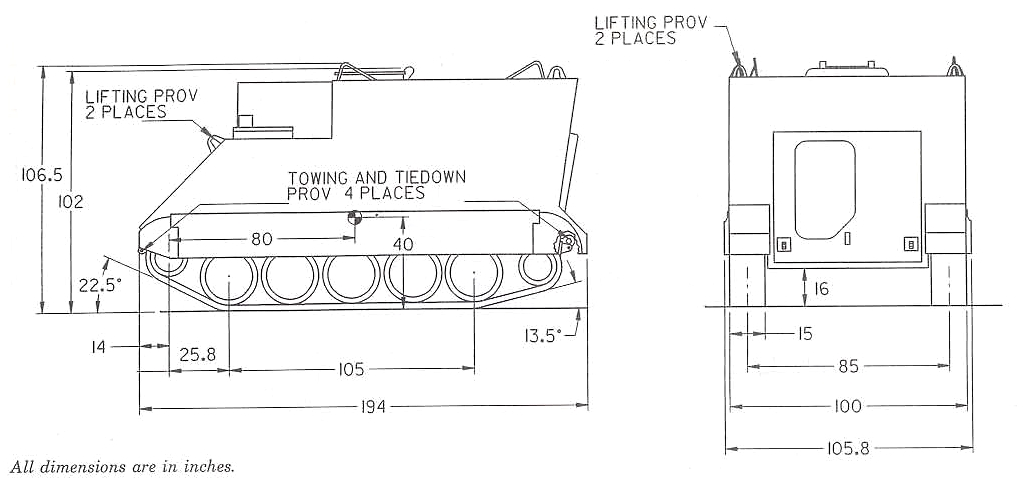
Розміри M577

У лютому 1962р. United Defense Industries розробила перші чотири прототипи на Детроїтському арсеналі. Це були перероблені бронетранспортери M113, що отримали маркування XM577. У березні 1962-го роботи було завершено, і перший зразок було відправлено на Абердинський полігон для технічних випробувань, інші ж 3 машини відправили до профільного комітету для оцінкових випробувань.
Результати випробувань були в цілому схвальними, і машини одразу відправили у виробництво. Перша партія у 270 одиниць була прийнята на озброєння Армії США протягом грудня 1962-го — березня 1963-го. У березні 1963-го машину було перейменовано на M577 відповідно до норм прийняття, що означало офіційний початок серійного виробництва. Другу партію у 674 одиниці було започатковано у листопаді 1963-го, і всі машини поступили на службу до середини 1964-го.

## Дизайн

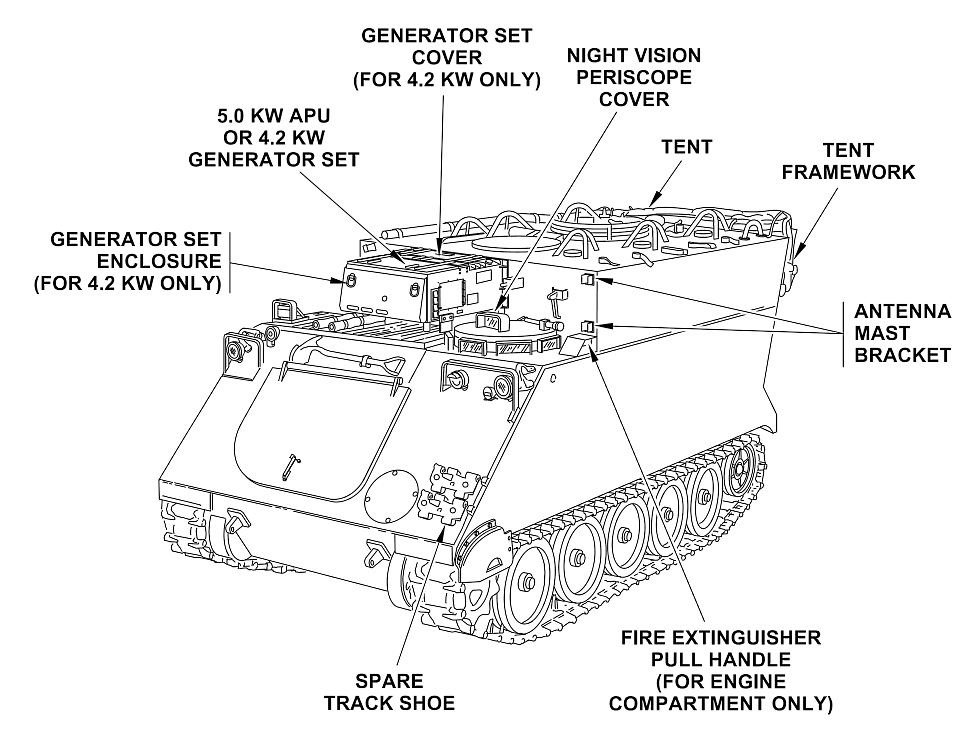
Основні компоненти M577A3

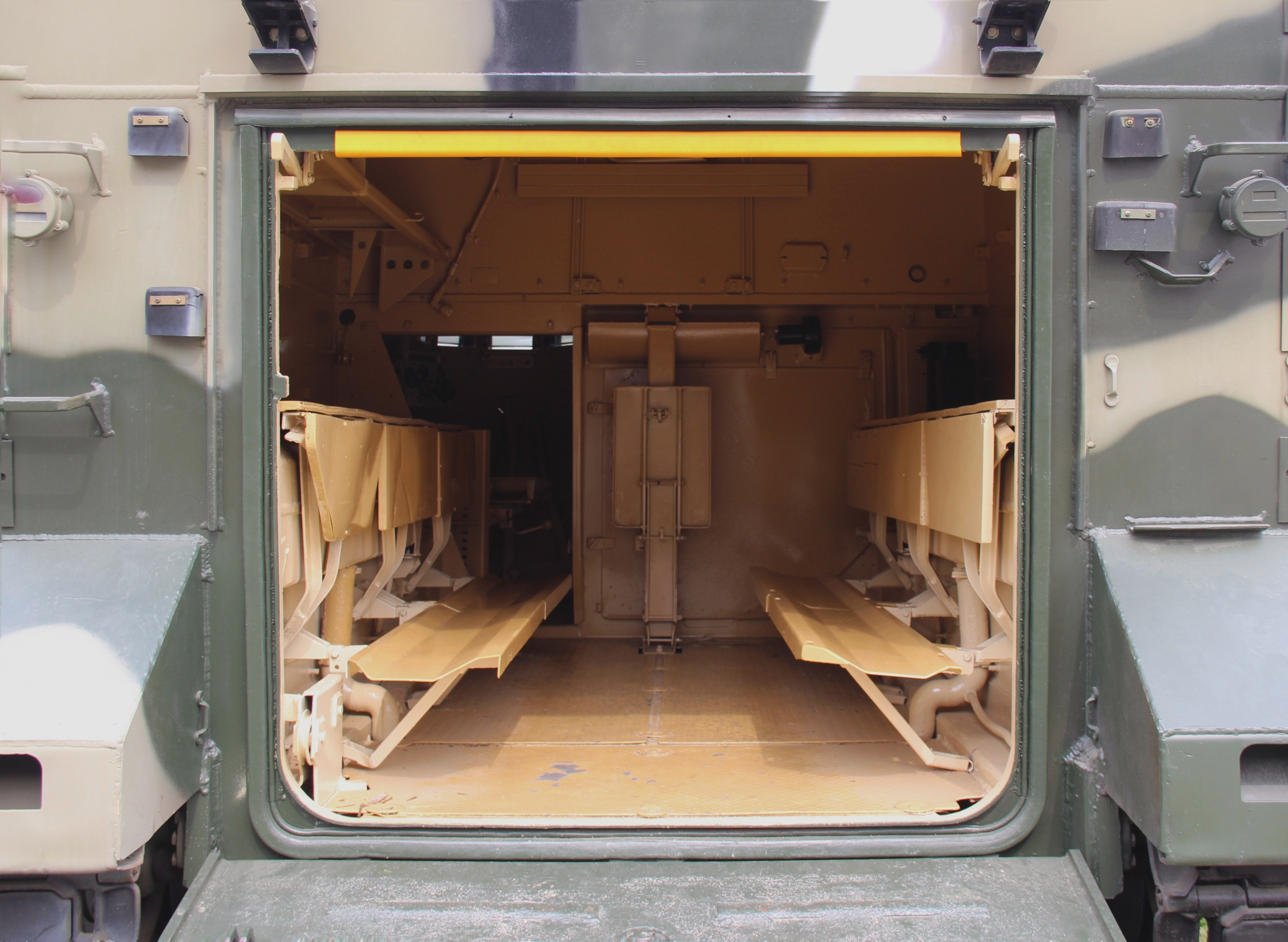
Інтер'єр M577

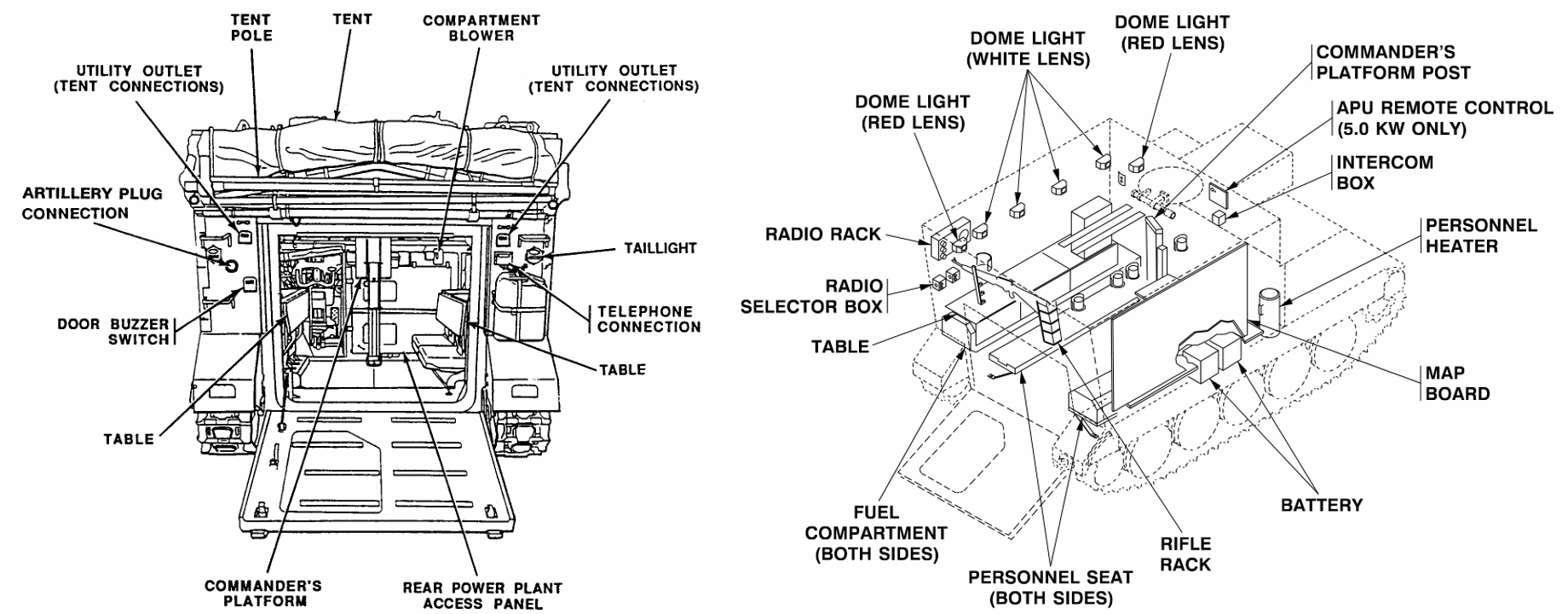
M577A3 вигляд позаду та з середини

### Шасі та корпус
M577 використовує шасі та нижню частину корпусу, а також приводи БТР M113. Боковини кузова від щитів двигуна до задньої вантажної рампи було подовжено на 64 см для збільшення висоти заднього відділення до 190 см, що дозволило операторам працювати стоячи. Командирську башту М113 замінили на круглий люк, схожий на водійський, а також прибрали великий прямокутний люк над десантним відділенням. Зовнішнього озброєння М577 не передбачає, але переважна більшість машин мають внутрішні стійки для зброї.

### Допоміжна силова установка
Зверху праворуч від водійського люка у передній частині збільшеного корпусу знаходиться бензиновий генератор 4,2 кВт 28 В 150 А, що живить допоміжне обладнання M577/M1068 (залежить від модифікацій) коли головний двигун не працює. Установка може живити дві машини. За потреби її можна прибрати з монтажного кошика за допомогою невеликої підйомної балки на даху. Керувати установкою можна як зсередини машини, так і ззовні за допомогою 15 м подовжувального кабелю.
Модернізація А3 отримала потужнішу установку на 5 кВт. На відміну від попередніх бензинових генераторів, нова установка використовує дизельне пальне, що забезпечує тривалішу роботу при однаковому об'ємі палива.

### Інтер'єр
Єдиний внутрішній паливний бак М113 на 80 сухих галонів США (303 літри), який розміщується ліворуч у задньому відділенні, було замінено на два баки по 60 сухих галонів США (227 літрів) з обох сторін заднього відділення, що забезпечує більший запас ходу, ніж у М113. Вони слугують як опори розкладних столів. Радіо зазвичай розміщуються вздовж лівої стіни, а також в передній частині правої стіни. Вздовж стін зазвичай розміщені планшети для карт, та додаткові місця зберігання для карт, шифрувальних книг та ін.
Заднє відділення має верхнє освітлення. Праворуч в передній частині відділення знаходиться індивідуальний обігрівач, який використовується для нагріву обладнання у арктичних та зимових умовах.
Заднє відділення може бути обладнане по боках лавками на 5 осіб, хоча деякі зразки взагалі не мали місць для сидіння. Сидіння на місці командира було прибрано. У M1068 лавки замінені на сидіння для двох операторів. У багатьох випадках машини комплектуються додатковими розкладними столами та стільцямі, які зберігаються у складеному вигляді під час руху.

### Обладнання
Обладнання в M577/M1068 відрізняється в залежності від ролі.

#### Командно-штабна машина
На відміну від базової версії М113, машини обладнані додатковим набором радіостанцій для забезпечення командування та управління підрозділом (наприклад, батальйоном) та координування з іншими підрозділами та вищими ланками командування (наприклад, штаб полку). Зазвичай, машини обладнані збірними щоглами антен, які встановлюються на даху.
На службі Армії США кожна машина обладнана трьома з чотирьох комплектами зв'язку (радіостанцій), які забезпечують необхідні канали зв'язку в залежності від підпорядкування (наприклад, штабу дивізії), типу зв'зяку в підрозділі (батальйоні), і тд. Використовуються системи з амплітудною модуляцією (АМ), неперервним сигналом (CW) та частотною модуляцією (ЧМ) з визначеним набором каналів та частот, віддаленністю прийому та передачі для кожної станції. Комплекти зв'язку спочатку були аналоговими, але у версіях M577A3 та A4 були переважно замінені на цифрові.

#### Санітарна машина
Варто зазначити, що немає такого поняття як санітарна машина М577. Кожна з країн-операторів обладнувала машини вдповідно до власних потреб, що й визначає їх роль як евакуаційний транспорт або машини невідкладної допомоги.
На службі в США М577 використовувались як евакуаційний транспорт на початку експлуатації, тобто у перші роки війни у В'єтнамі. У подальшому ця роль була повністю відведена «броньованим швидким» М113, а М577 стали машинами невідкладної допомоги (наприклад, пункт первинної допомоги батальйону).
Евакуаційна конфігурація М577 дозволяє розмістити до шести носилок, у той час як відповідна версія М113 лише до чотирьох.

#### Інші модифікації
Конфігурації машин для інших завдань мали відповідне обладнання. Наприклад, машина керування вогнем М577 обладнана балістичним калькулятором TACFIRE.

### Намет

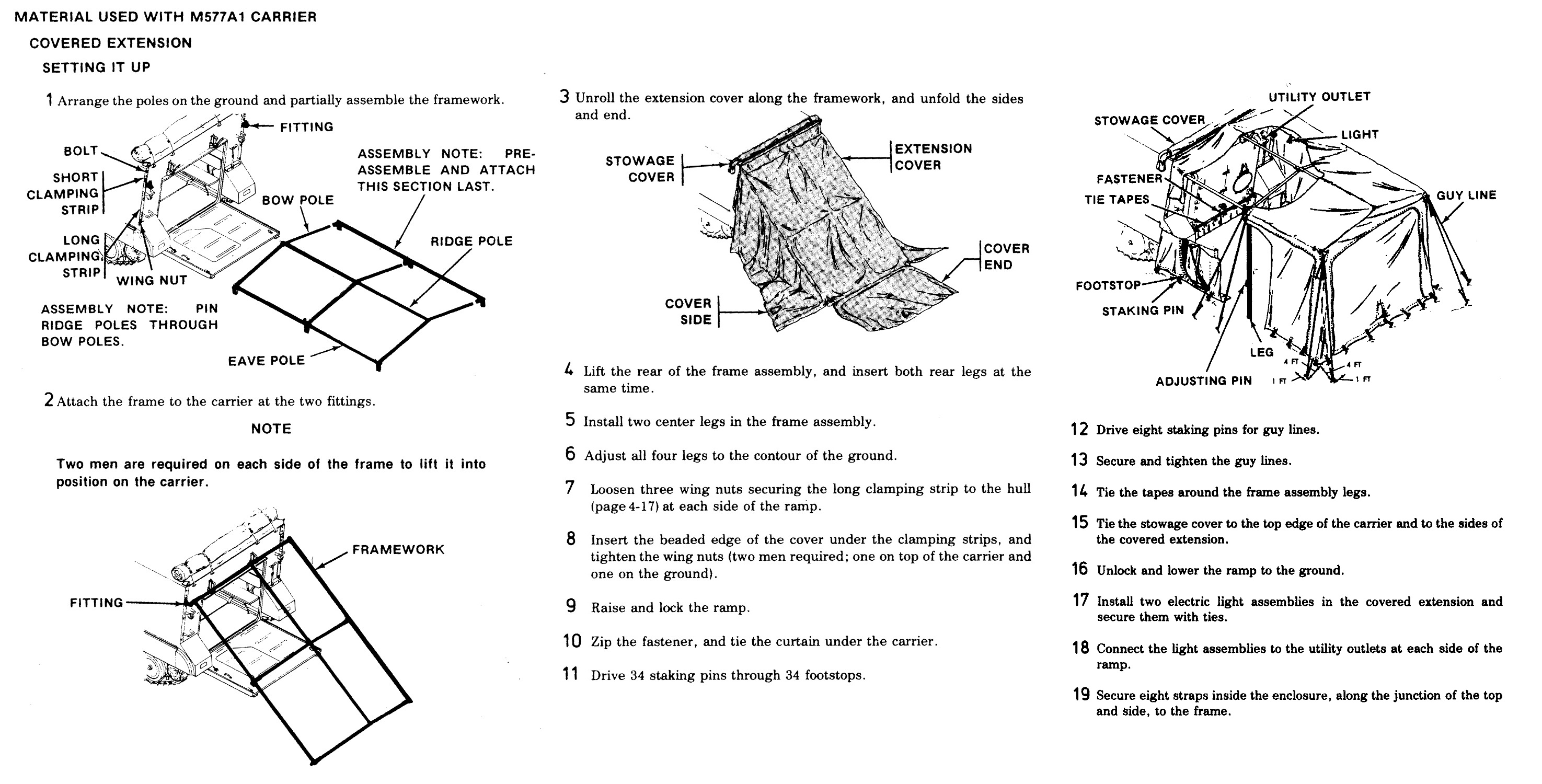
Інструкція до намету M577A1

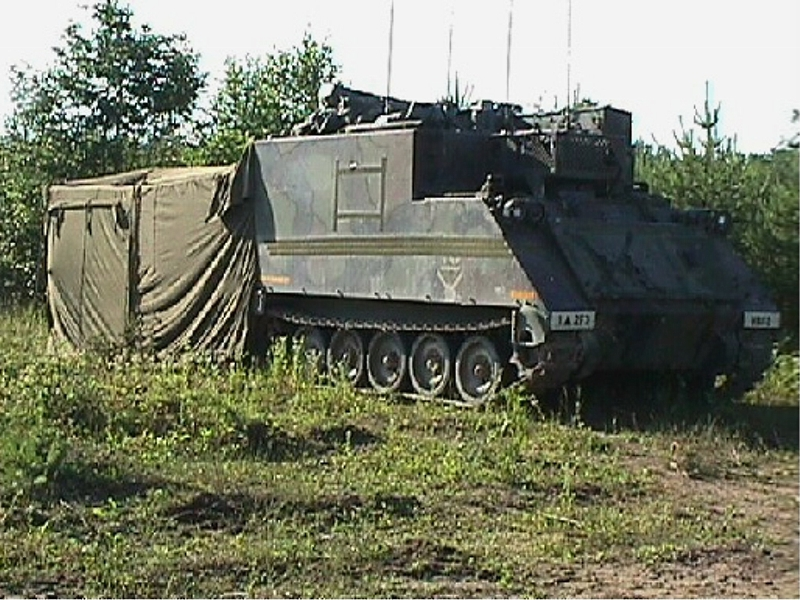
M577 з наметом модульного командного пункту

Намет кріпиться в задній частині машини, над та навколо задньої вантажної рампи, збільшуючи робоче місце операторів. У випадку санітарної машини намет використовується як польовий перев'язувальний пункт або госпіталь. Намет монтується на збірний трубчастий каркас, який зберігається в консолі задньої частини машини. Намет можуть використовувати до чотирьох машин, запаркованих хрестоподібно, утворюючи спільний робочий простір.
З появою M1068 SICPS звичайний намет М577 було замінено на систему модульного пункту керування (MCPS, англ. Modular Command Post System), який кріпиться до задньої частини машини так, що можна потрапити всередину машини. MCPS має ряд переваг, зокрема швидше збирається та розбирається, має освітлення, розетки для електричного обладнання, а модульна система дозволяє з'єднати одразу декілька таких наметів.

## Виробництво
Компанії-виробники M577 неодноразово змінювались. Напочатку виробництво здійснювалося  United Defense Industries (UDI) - підрозділом FMC, що займався броньованими транспортними засобами. 1995 року UDI було придбано Harsco Corporation, яка перейменувала її на United Defense (UD). У 2005 році UD було придбано BAE Systems (BAE) та станом на лютий 2020 р., M577 належить до портфелю Global Combat Systems Ground Vehicles BAE Systems Platforms & Services.
Також M577 вироблялась або перероблялась локально у багатьох країнах відповідно до ліцензії або у партнерстві з BAE:
- Австралія: Tenix Defence
- Німеччина:  Flensburger Fahrzeugbau GmbH (FFG)
- Італія: OTO Melara
- Південна Корея: Daewoo Heavy Indistries
- Тайвань: Republic of China Armoured Vehicle Development Center
- Туреччина: FNSS Defence Systems

Загалом, більш ніж 7300 одиниць техніки було виготовлено (з них близько 3900 од. M577A1), що робить M577 найбільш массовим варіантом сімейства M113 після APC.

## Базова версія
Шлях оновлення М577 схожий до М113, на базі якого розроблено машину, та має наступні модифікації:

### M577
Оригінальна версія базується на шасі M113. Технічні параметри є такими:
| Двигун                        | Chrysler 75M 5.9л V8 чотиритактовий бензиновий 209 к. с. (156 кВт) 4000 об/хв |
| Трансміссія                   | Allison TX-200-2A 4 передні, 1 задня передача                                 |
| Вага (бойове навантаження)    | 10.8 т                                                                        |
| Потужність/вага               | 19.4 кс/т                                                                     |
| Тиск на поверхню              | 0.53 кг/см²                                                                   |
| Максимальна швидкість         | дорога: 64 км/год (40 миля/год) вода: 6 км/год (3,7 миля/год)                 |
| Середня позашляхова швидкість | відсутній                                                                     |
| Прискорення 0-32 км на годину | 12 сек                                                                        |
| Запас ходу                    | 320 км                                                                        |

### M577A1
Заснована на базі M113A1, представленої 1964-го року. Бензиновий двигун було замінено на потужніший дизельний, що забезпечило економію пального та більший запас ходу, а також покращило пожежну безпеку у зв'язку з переходом на дизельне пальне. Має наступні характеристики:
| Двигун                        | Detroit Diesel 6V-53 5.2л V6 двотактний дизельний 212 к. с. (158 кВт) 2800 об/хв |
| Трансміссія                   | Allison TX-100-1 3 передні, 1 задня передача                                     |
| Вага (бойове навантаження)    | 11.1 т                                                                           |
| Потужність/вага               | 19.1 кс/т                                                                        |
| Тиск на поверхню              | 0.55 кг/см²                                                                      |
| Максимальна швидкість         | дорога: 61 км/год (38 миля/год) вода: 6 км/год (3,7 миля/год)                    |
| Середня позашляхова швидкість | недоступний                                                                      |
| Прискорення 0-32 км на годину | 10.5 сек                                                                         |
| Запас ходу                    | 480 км (298 миля)                                                                |

### M577A2
Представлено 1979 року на базі покращень M113A2. Було покращено охолодження двигуна, завдяки зміні положень вентилятора та радіатора. Міцніші торсіонні вали збільшили кліренс, та амортизатори пом'якшили наслідки ударів об землю. Збільшення ваги вплинуло на надводний борт, тому вона більше не вважається амфібією. Спереду було додано чотиритрубні димові гранатомети з кожної сторони від хвильовідбивача.
Має наступні характеристики:
| Двигун                        | Detroit Diesel 6V-53 5.2л V6 двотактний дизельний 212 к. с. (158 кВт) 2800 об/хв |
| Трансміссія                   | Allison TX-100-1 3 передні, 1 задня передача                                     |
| Вага (бойове навантаження)    | 11.5 т                                                                           |
| Потужність/вага               | 18.4 кс/т                                                                        |
| Тиск на поверхню              | 0.57 кг/см²                                                                      |
| Максимальна швидкість         | дорога: 61 км/год (38 миля/год) вода: 6 км/год (3,7 миля/год)                    |
| Середня позашляхова швидкість | 27 км/год (17 миля/год)                                                          |
| Прискорення 0-32 км на годину | 11.7 сек                                                                         |
| Запас ходу                    | 480 км (298 миля)                                                                |

### M577A3
Наступна модифікація була представлена 1987-го року на базі комплекту RISE (Reliability Improved Selected Equipment, укр. покращення надійності вибраного обладнання), який експлуатувався у M113A3. Замість важілів кермування було встановлено руль, потужніший турбодизельний двигун з більшим альтернатором на 200А замість 100А, та додаткову обшивку, яка покращила захист екіпажу та операторів від уламків. Маса машини знову зросла, тому деякі зразки обладнані більшим хвильовідбивачем як на М113А3, щоб зменшити наслідки проблем надводного борту, які з'явились у модифікації М577А2.
Має наступні характеристики:
| Двигун                        | Detroit Diesel 6V-53T 5.2л V6 двотактний турбодизель 275 к. с. (205 кВт) 2800 об/хв |
| Трансміссія                   | Allison TX-200-4A 4 передні, 2 задні передачі                                       |
| Вага (бойове навантаження)    | 12.5 т                                                                              |
| Потужність/вага               | 22.0 кс/т                                                                           |
| Тиск на поверхню              | 0.61 кг/см²                                                                         |
| Максимальна швидкість         | дорога: 66 км/год (41 миля/год) вода: 6 км/год (3,7 миля/год)                       |
| Середня позашляхова швидкість | 35 км/год (22 миля/год)                                                             |
| Прискорення 0-32 км на годину | 8.1 сек                                                                             |
| Запас ходу                    | 455 км (283 миля)                                                                   |

### M577A4
A4 є наступним поколінням модернізації M577, розробленим BAE Systems у партнерстві з FNSS. Було встановлено нові цифрові системи, в тому числі засоби зв'язку, додано навісну броню та зовнішні броньовані паливні баки з обох боків задньої рампи, як у M113A3, що ще збільшило внутрішній простір машини. Встановлено потужнішу версію турбодизельного двигуна 6V53T на 350 кс, а також модернізовану автоматичну коробку передач TX-400 4B. Нова версія дозволяє розмістити до семи осіб: водій, командир машини та до п'яти штабовців або операторів, і може використовуватись як машина центру керуваня вогнем. Вироблено незначну кількість таких машин, на їх базі розроблено броньовані машини невідкладної медичної допомоги M577A4.
.

## Варіанти
Подібно до М113, на базі якого розроблено М577, країни-оператори варіювали комплектацію машин відповідно до власних потреб.

### Австралія

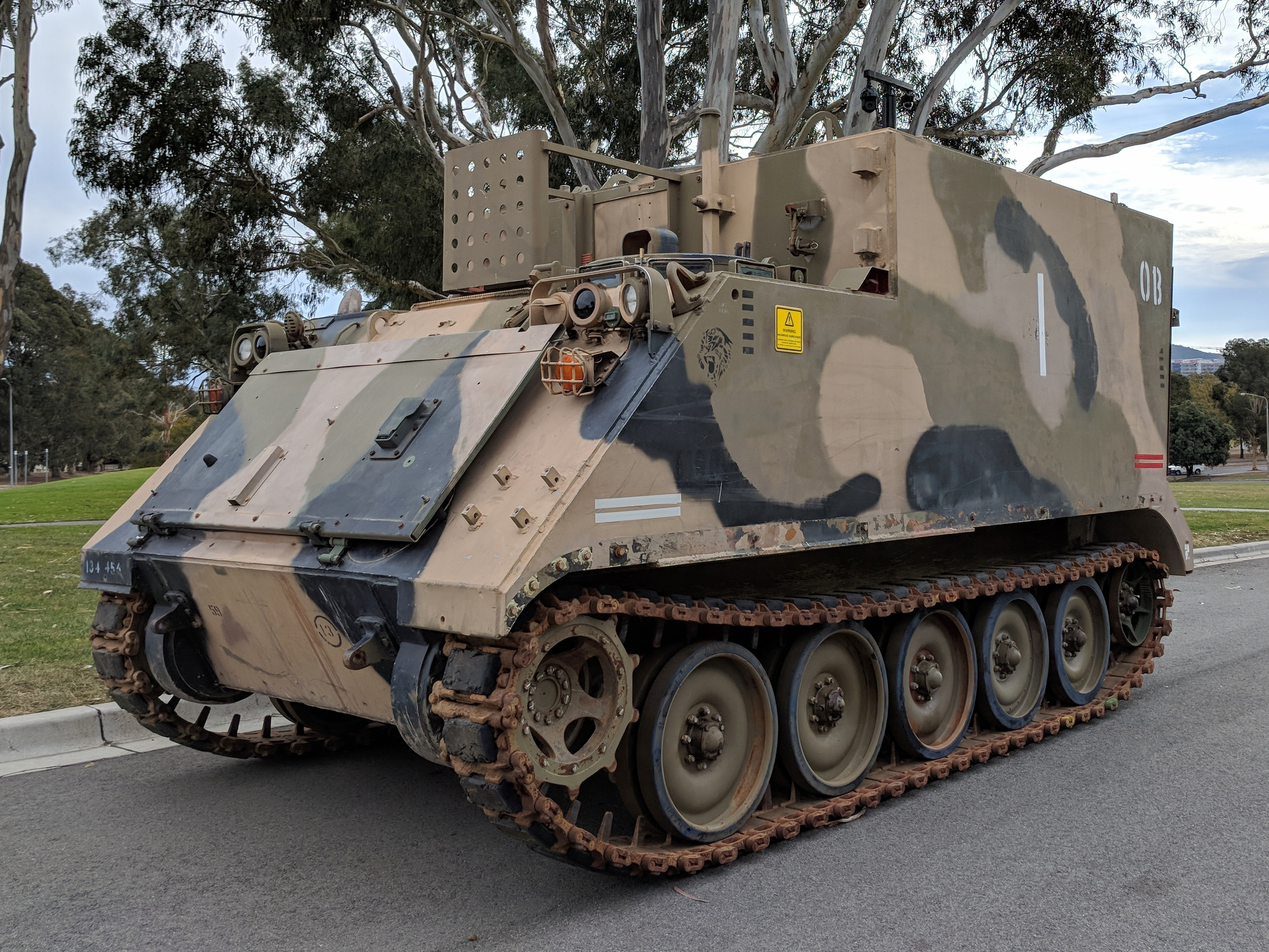
Знята з озброєння M577A1 сухопутних військ Австралії з колекції Австралійського військового меморіалу. Варто зауважити що в монтажному кошику немає генератора, а також відсутні бокові екрани гусениць.

Броньована командна машина M113AS3 ACV
У 1965 Сухопутні війська Австралії придбали 58 одиниць M577A1, деякі з яких було одразу відправлено до В'єтнаму для виконання завдань у складі 1-го броньованого батальйону. Досвід роботи з M113A1 показав що машини цього сімейства особливо вразливі до ворожих мін, тому було розроблено власний комплект броні, який було встановлено на всі машини. Комплект складався зі згорнутих алюмінієвих плит, розташованих під кожним спонсоном перших трьох катків з кожної сторони машини. У 1970-му було встановлено додатковий шар алюмініємвої броні завтовшки 38мм по всьому низу корпусу, що суттєво зменшило втрати серед екіпажу та персоналу навіть від великих мін. Надалі такий комплект броні було встановлено на всіх М577 (та інших похідних М113), придбаних для заміни втрачених в ході війни.
Оскільки основні зразки озброєння Збройних сил Австралії походили з США та Великобританії, M577A1 спочатку мали американські та британські системи зв'язку. Зазвичай машини мали до п'яти систем зв'язку, наприклад три AN/GRC-125, одну AN/VRC-49 та одну AN/GRC-106. Антени AS-1729/VRC розташовувались на даху, у той час як антена RC-292 монтувалась ззовні коли машина не рухалась, забезпечуючи значно більший радіус дії штатних радіостанцій.
Починаючи з 2002-го року, відповідно до постанови Land 106 та програми значної модернізації M113, 43 одиниці M577A1 було модернізовано до місцевого стандарту AS3 та перейменовано на M113AS3. Комплект модернізації включає:
- Дизельний двигун MTU 6V199TE 350 к. с. (261 кВт)
- Автоматична трансміся ZF LSG 1000 R на 6 передніх та 2 задні передачі
- Система охолодження здтна працювати при зовнішній температурі 44 °C
- Система кондиціонування повітря та дозатор охолодженої води для екіпажу
- Навісна броня та протиуламкова обивка для більшого захисту екіпажу
- Кермо з механізмом розвороту
- Покращена підвіска
- Дискові гальма з двома суппортами, подвійною гідравлічною системою та окреме механічне стоянкове гальмо
- Цифрові засоби зв'язку

Броньована санітарна машина M113AS3
Сухопутні війська Австралії мали декілька санітарних машин M577A1, що використовувались як евакуаційні машини, так і машини невідкладної медичної допомоги. В ході програми значної модернізації М113, 15 таких машин було обладнано згідно стандарту AS3 ACV та перейменовано на M113AS3 Armoured Ambulance.

### Ізраїль
Mugaf

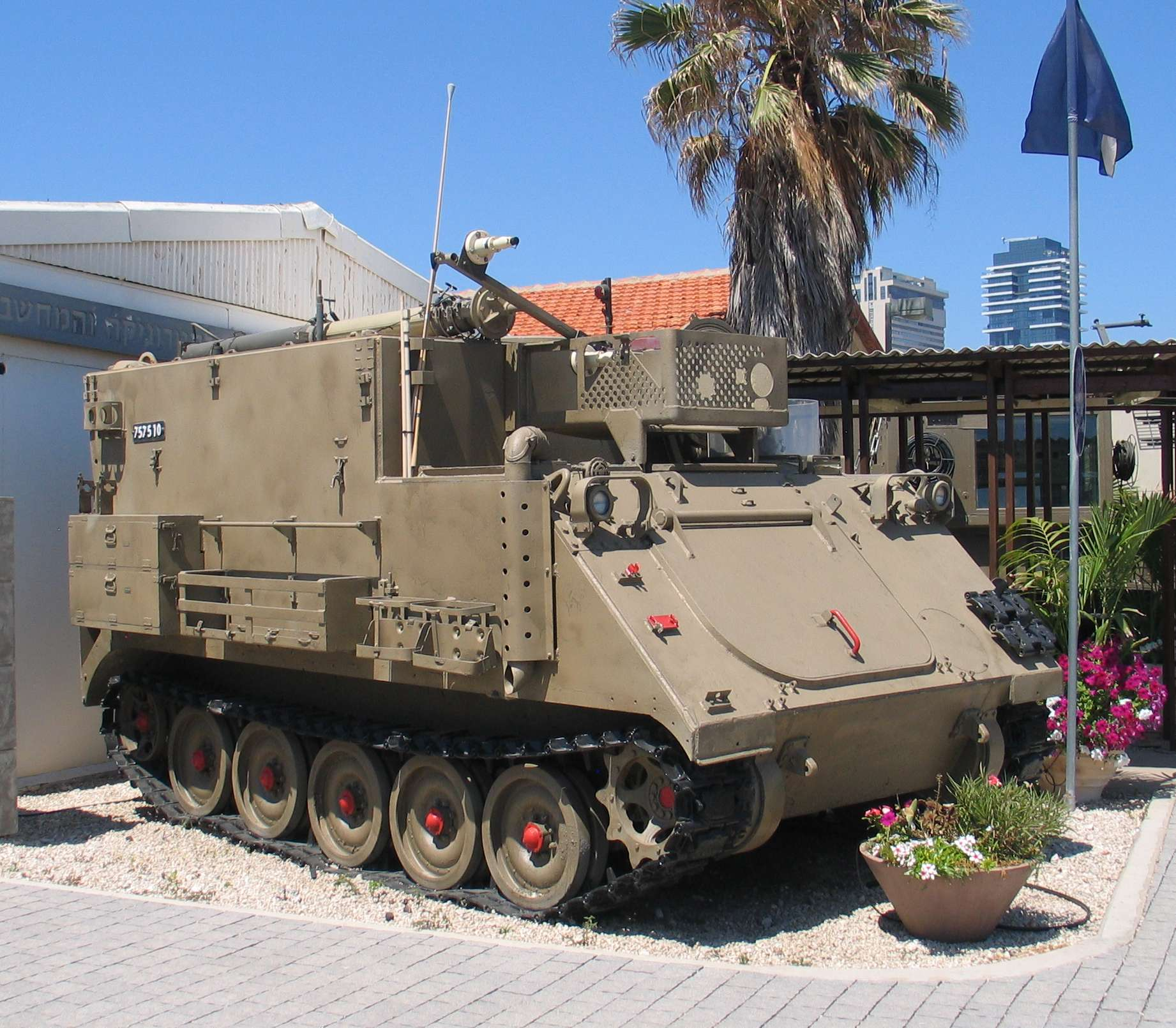
M577 Mugaf Армії оборони Ізраїлю

Ізраїльська назва командно-штабної машини M577 — Mugaf. Машини обладнані додатковими місцями зберігання по боках корпусу, як і ремонтні машини M579 на службі Армії оборони Ізраїлю.

### Канада
TLAV-CP
На озброєнні Канадської армії перебувало 23 командно-штабних машини у версії M577A3. Машини отримали прізвисько 'Queen Mary', та були обладнані сучасними системами зв'язку. На даху машини були обладнані додатковими місцями для зберігання та змінними щоглами антени. Замість хвильовідбивача спереду встановлено монтажний кошик на кришку двигуна, з кожної сторони закріплено кабельні різаки. Перед люком водія зазвичай встановлювася прозорий екран з оргскла для дій в арктичних умовах. Перлінь та шиповані льодоступи зберігаються ззовні. Починаючи з 2001-го металеві траки Diehl 213G було замінено на гумові Soucy задля зменшення шуму на дорогах та кращого пересування по снігу та льоду.

### Німеччина
M577G GefStdPz

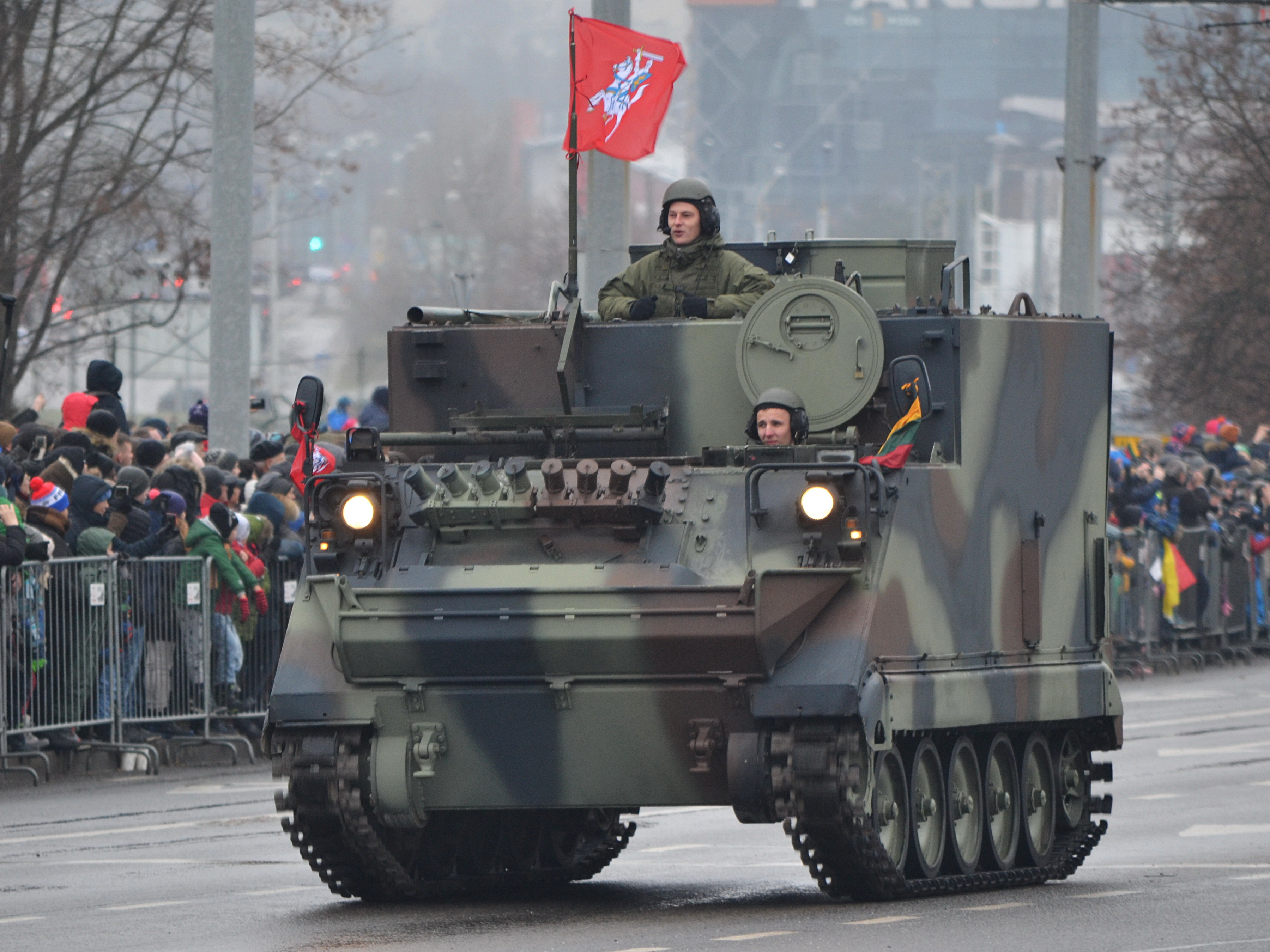
Німецькі M577GA2 GefStdPz Збройних сил Литви. Прибрано додаткову силову установку та її монтажний кошик.

В лавах Збройних сил Німеччини, M577 та M577A1 обладнано іншими вогнегасними та опалювальними системами, оновленими перископами та радіостанціями SEM 25/30. Такі варіанти отримали назви M577G та M577GA1 Gefechtsstandspanzer (GefStdPz). Наприкінці 1980-х M577GA1 були модернізовані до стандарту A2 та перейменовані на M577GA2. Такі машини використовувались для:
- взаємодії з авіацією
- командування та управління
- збору інформації
- текстової комунікації (за допомогою телетайпу)

Надалі машини зазнали оновлення за програмою Nutzungsdauerverlängerung (NDV), зокрема було встановлено:
- двоконтурну гальмівну систему з механічним стоянковим гальмом
- нові палені кермування та керування
- радіостанції SEM 80/90
- сталеві траки Diehl 513

M112GA2 помітно відрізняються від інших варіантів M577 країн НАТО на службі в Німеччині за наступними зовнішніми рисами:
- корзини для зберігання замість хвильовідбивача попереду
- ряд з восьми 76мм димових гранатометів між передньою корзиною та верхом корпусу
- видозмінене переднє освітлення: великий основний ліхтар, менші фари пригніченого нічного світла та габаритні вогні
- дзеркала заднього виду спереду для водія
- інша комплектація задніх фар
- допоміжна силова установка розташовується правіше

### Норвегія
NM196
Норвезький варіант броньованої санітарної машини на базі M577A2 називається NM196 Hjelpeplasspanservogn. Ці машини отримали наступні модернізації в ході експлуатації:
- NM196F1: додано внутрішню протиуламкову обивку
- NM196F3: модифікація на базі F1 з оновленою трансмісією, дизельним двигуном Caterpillar, додатковою бронею, інтер'єром та медичним обладнанням

NM198
Командно-штабна машина на базі M577A2 отримала назву NM198 Kommandopanservogn. Має наступні модифікації:
- NM198F1: додано внутрішню протиуламкову обивку

### Південна Корея
K277
Наприкінці 1980-х Південна Корея запровадила виробництво командно-штабної машини M577A1 під назвою K277. Варіант отримав новий двигун та трансмісію: ліцензійна версія дизельного двигуна MAN D2848T V8 виробництва Doosan та автоматична трансмія Allison X200-5K. Верхню та нижню частину корпусу обладнано рознесеною шаруватою сталевою бронею, як і на БМП K200, що забезпечує кращий балістичний захист та додаткову плавучість. Спереду машини встановлено броньований хвильовідбивач від K200. Зазвичай машини озброєні великокалібреним кулеметом Browning M2 HB.
Версія K277A1 отримала потужніший двигун, нову трансмісію, комплект ЗЗМУ та автоматичну систему пожежогасіння. Враховуючи додаткову броню та інші модифікації, K277 важча за M577.

### США

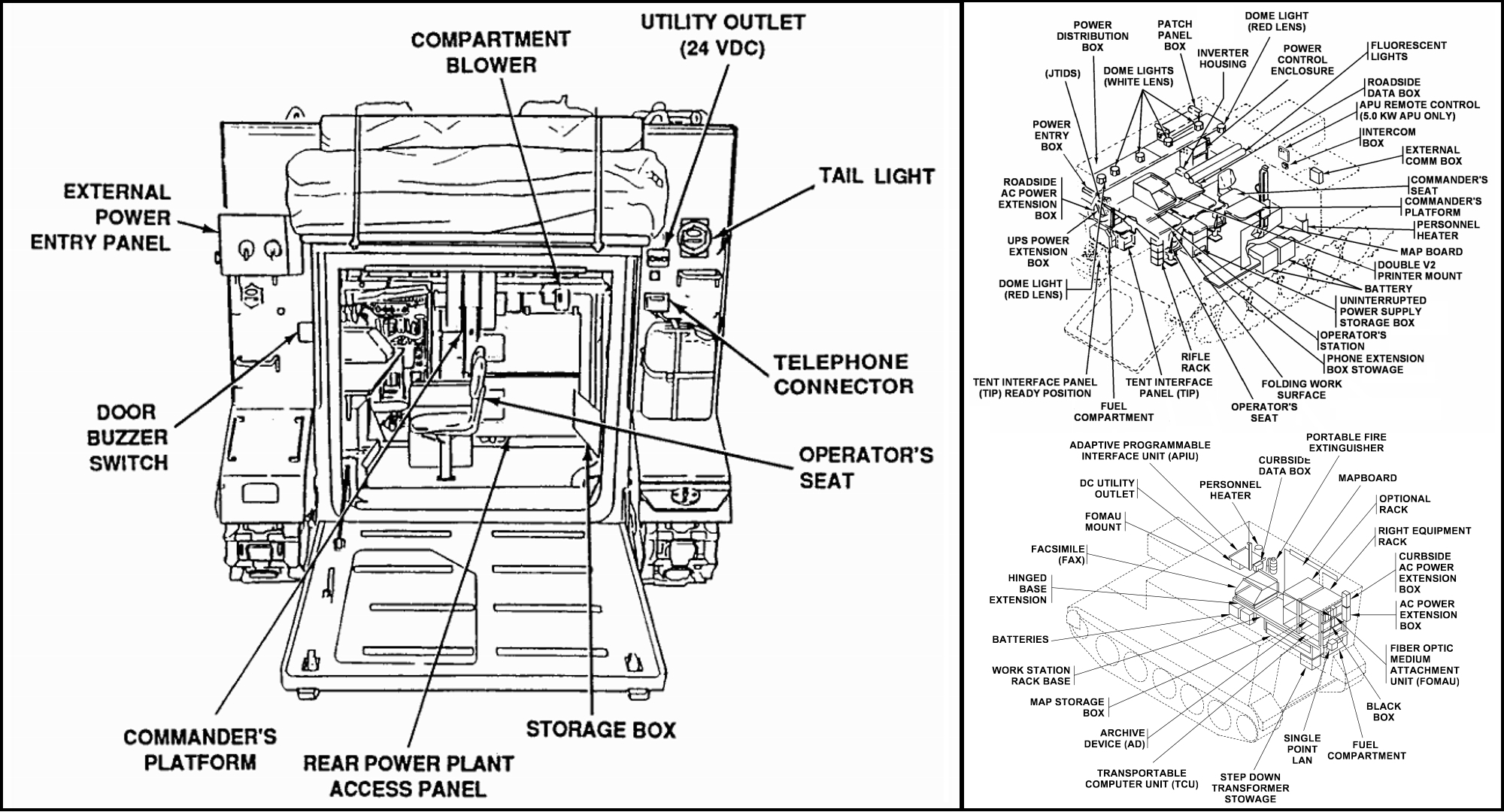
Вид ззаду та схема інтер'єру M1068A3 SICPS

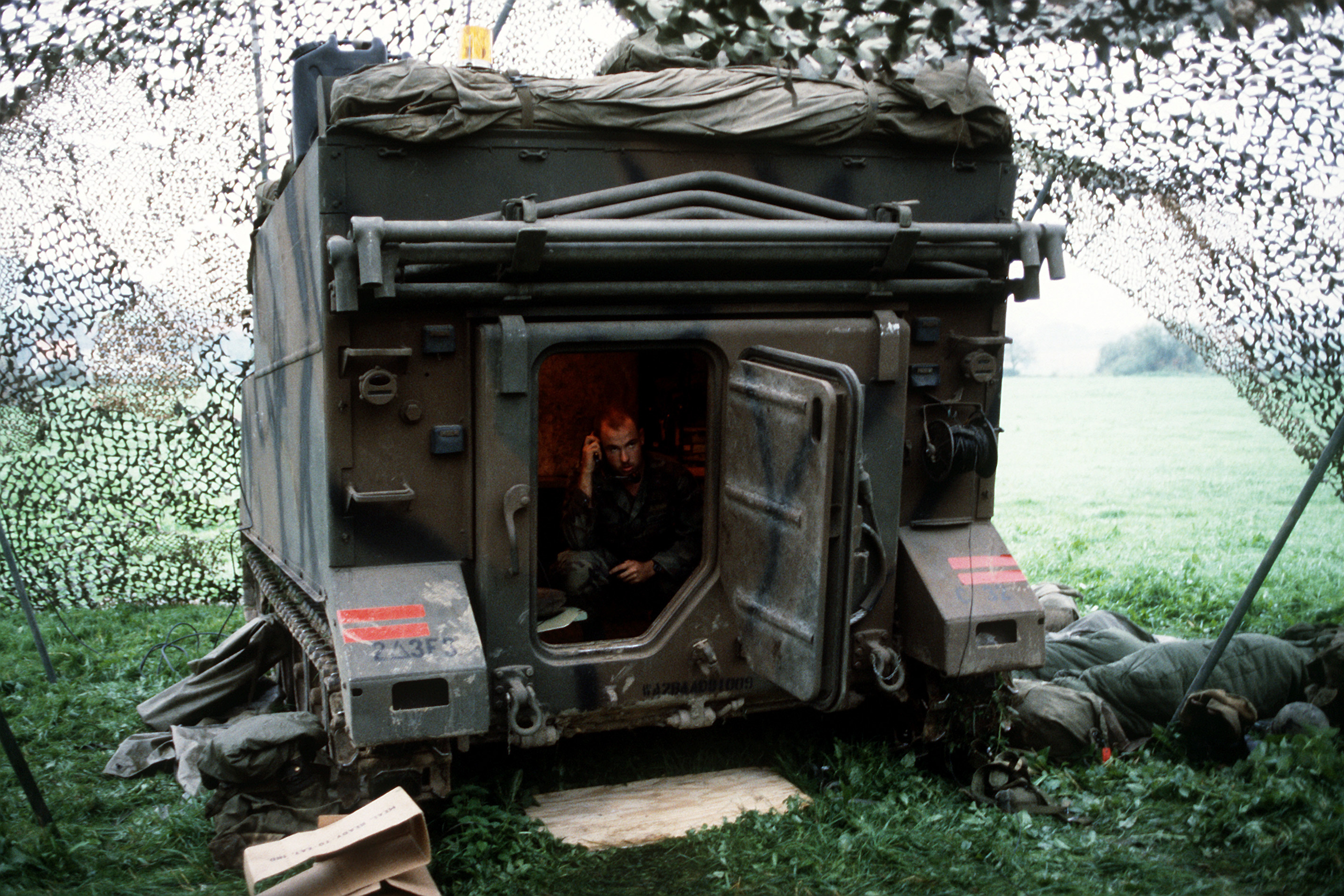
Вид ззаду на M577 під маскувальною сіткою в ході навчань REFORGER '85. Солдат, що працює всередині, використовує радіогарнітуру.

- M577/A1 Battalion Aid Station (укр. пункт первинної допомоги батальйону): рання номенклатура для санітарних машин. Швидше за все техніка використовувалась саме в цій ролі, замість офіційного призначення.
- M577/A1 Armored Ambulance (укр. броньована санітарна машина): рання номенклатура для санітарних машин. Швидше за все техніка використовувалась саме в цій ролі, замість офіційного призначення.
- M577A2/3 Emergency Medical Treatment Vehicle (укр. машина надання невідкладної допомоги): офіційна назва стандартизованої санітарної машини на базі версій A2 та A3.
- M577A2E2: шассі подовжено на 34 дюйми (86,36 см) та додано ще один опорний каток з кожної сторони (тобто шість взагалі). Перший зразок представлено у 1988-му, станом на 2007-й все ще прототип.
- M577A4 Armored Treatment Vehicle (укр. броньована машина надання допомоги): сучасне оновлення M577A3 Emergency Medical Treatment Vehicle. Обмежена кількість.
- M1068 Standard Integrated Command Post System (SICPS) Carrier (укр. типовий транспортний засіб системи об'єднаного командного пункту): в результаті війни в Перській затоці, у 1991-му році приблизно дві третини наявних M577A2 Армії США було обладнано новою тактичною системою командування та управління сухопутних військ (ATCCS, англ. Army Tactical Command and Control System) та перейменовано на M1068. Зовнішньо машина нічим не відрізняється від M577, але має чимало змін всередині:[5][21]
  - комплект цифрового зв'язку, з підтримкою GPS та blue force
  - мережа розподілення енергії та даних
  - нові місця зберігання та стійки для обладнання, в тому числі для комп'ютерів
  - інвертори змінного струму на 220/240 В для комерційного комп'ютерного обладнання
  - сидіння для двох операторів (екіпаж зменшено з п'яти до чотирьох осіб порівняно з M577A2)
  - згодом було встановлено сучасний дизельний генератор постійного струму 5 кВт 180 А 28 В (як у версії M577A3)
  - додано 10 м антену, а також новий намет системи модульного командного пункту, який можна використовувати як окремий командний пункт.
- M1068A3 SICPS: M1068 модернізована до версії M577A3, в тому числі оновлено двигун та трансмісію в рамках комплекту RISE.[i] Ті одиниці, які не були оновлені до версії A3, перейменовано на M1068 (Basic).[21]

### Тайвань
CM-26 Command Track
На обзроєнні Сухопутних військ Китайської Республіки CM-26 перебуває з 1982-го року, та є варіантом M577A2, який запозичив основні компоненти у БМП CM-21A1. На відміну від CM-21A1, який суттєво відрізняється від M113A2, на базі якого він розроблений та більше схожий на AIFV, CM-26 зазнав незначних змін, обмежившись двигуном та трансмісією. Машини обладнані турбодизельним двигуном Perkins TV8.640 потужністю 248 кс, що є суттєвим збільшенням в порівнянні з Detroit Diesel 6V-53 потужністю 212 кс на M113A2/M577A1/A2. Двигун з'єднується з автоматичною трансмісією, подібною до Allison TX-200-1 в M113A1/M577A1, розробленою Тайванський дослідницьким інститутом промислових технологій (ITRI) та має чотири передні та одну задню передачі. Також до комплекту входять допоміжні прилади для нічної їзди, додатковий ЗЗМУ, покращені системи зв'язку та інші незначні зміни.

## Оператори

### Військові

#### Поточні оператори

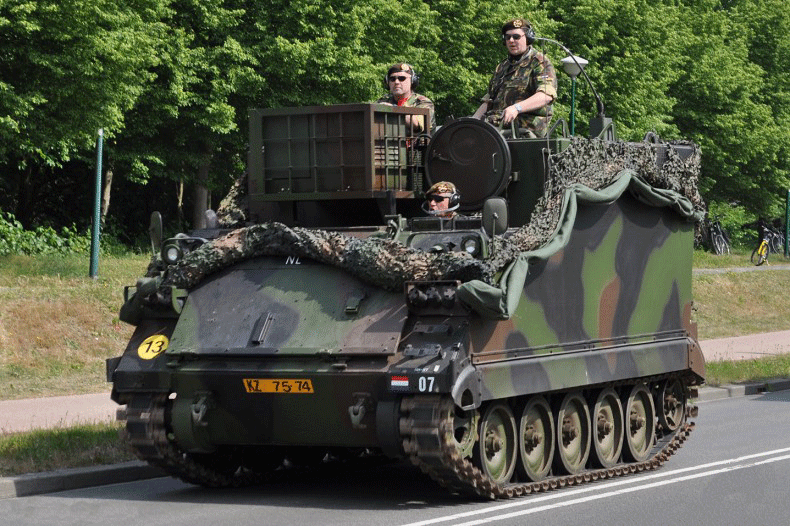
M577A1 Королівської армії Нідерландів. Частину цих машин було продано Бахрейну.

- Австралія: у лавах Сухопутних сил Австралії знаходиться до 70 одиниць M577A1 в ролі командно-штабних машин та броньованих санітарних машин. У механізованих/моторизованих підрозділах, де парк БТР M113A1 та його варіантів було замінено на техніку сімейста ASLAV, відповідні M577A1 були замінені на броньовані командні машини ASLAV. В ході програми значної мореднізації M113 з червня 2002-го по вересень 2012-го, було оновлено 43 командно-штабні машини M577A1 та 15 санітарних машин M577A1 та перейменовано на, відповідно, M113AS3 ACV та M113AS3 Armoured Ambulance. Відповідно до 3-ї фази програми Land 400 ці машини мають замінити аналогами на базі сучасних БМП починаючи з 2025-го року.[24]
- Аргентина: у 1967-му Сухопутні війська Аргентини отримали 10 командно-штабних машин M577A1, і ще 10 одиниць у 1992-му.
- Афганістан: у 2005-му Афганська національна армія отримала 15 одиниць вживаних M577A2 від США.
- Бахрейн: на озброєнні три одиниці M577A1 від Нідерландів та 15 одиниць M577A2 отриманих від США.
- Бразилія: у 2015-му році Бразилія домовилась про купівлю у США до 200 одиниць запасних M577A2 за програмою продажу зброї та військової техніки іноземним державам.[25] 124 одиниці було поставлено станом на жовтень 2018-го. У вересні 2020-го США передали ще 20 одиниць.[26] Техніка використовується в ролі командно-штабних та санітарних машин.
- Греція: на озброєнні Сухопутних військ Греції 249 командно-штабних машин M577A2. Значна кількість з них це вживані машини з США[27]
- Єгипет: з 1980-го по 2002-й рік Сухопутні війська Єгипту придбали у США 280 одиниць M577.
- Ємен: станом на 2015-й рік Збройні сили Ємену мають шість командно-штабних машин M577A1, по одній в кожній з шести механізованих бригад. Враховуючи поточні бойові дії в країні, статус цих машин невідомий.[28][29]
- Ізраїль: в Армії оборони Ізраїлю машини отримали назву Mugaf. Кількість нвідома.
- Йорданія: у лютому 2018-го Армія США передала Йорданії 180 запасних командно-штабних машин M577A3[30]
- Канада: станом на 2015-й рік Канадська армія мала 33 командно-штабні машини M577A3, які заплановано замінити на броньовані машини бойової підтримки LAV 6.0 прогягом 2020 — 2025 років.[31]
- Кувейт: Сухопутні війська Кувейту мають 30 командно-штабних машин M577, переважно у версіх M577A1. Після війни в Перській затоці було придбано декілька одиниць M577A3 для заміни знищених в ході бойових дій.[4]
- Литва: у 2016-му році Сухопутні війська Литви придбали у Німеччини 168 вживаних M577. Машини використовуються для командування, підтримки вогнем із закритих позиціх, евакуації та навчання.[32]
- Ліван: Збройні сили Лівану (в тому числі Республіканська гвардія) мають M577A1. Швидше за все, деякі з цих машин захоплені у Ізраїля в ході війн 1982-го то 2006-го.[33]
- Норвегія: у 2018-му році німецька компанія FFG виграла контракт на поставку нових броньованих машин бойової підтримки на базі PMMC G5. В рамках цього контракту буде модернізовано парк NM196 та NM198 (місцеві варіанти M577A2) Сухопутних військ Норвегії, в тому числі встановлено силовий вузол G4, який складається з турбодизельного двигуна MTU 6V199 TE2 та трансмісії ZF LSG 1000 HD.[34][35]
- Південна Корея: на службі Армії Республіки Корея знаходиться K277A1 — місцевий варіант командно-штабної машини M577A1 на базі K200.
- Португалія: загалом Сухопутні війська Португалії мають 68 одиниць M577A2, з яких на службі лише 49: 46 командно-штабних машин та 3 санітарні.[джерело?]
- Саудівська Аравія: у 1984-му Сухопутні війська Саудівської Аравії придбали у США невідому кількість командно-штабних машин M577A1/A2. У 1994-му було придбано ще партію у версії M577A3. З 2015-го року всі машини були оновлені до A4 в рамках програми модернізації всього парку техніки на базі M113. Невідома кількість цих машин все ще в строю станом на червень 2017-го.[36][37][38]
- США: Армія США має в своєму арсеналі велику кількість різних варіантів M577, переважно у версії A3. З вересня 2020-го ця техніка поступово буде замінена відповідними аналогами в рамках програми багатоцільової броньовоної машини (AMPV).[39]
- Тайвань: Сухопутні війська Китайської Республіки використовують CM-26 Command Track — місцевий варіант командно-штабної машини M577A2.
- Україна: Португалія передала 2 одиниці M577.[8] У лютому 2024-го Литва планує передати невстановлену кількість M577.[40]

#### Колишні оператори
- Іспанія: командно-штабні машини M577A1 перебували на озброєнні деяких оперативних угруповань (наприклад, CWSP-05, CWSP-06, та ін.) танкових та кавалерійських бригад Сухопутних військ Іспанії у 1970х рр. Незважаючи на те, що ще в 1980х деякі з них замінили на BMR, частина машин перебувала на службі станом на 2003-й рік. Але з 2010-го року всі машини цього типу були списані зі служби.[41]
- Італія: Сухопутні війська Італії мали на озброєнні невідому кількість M577, переважно командні машини та декілька санітарних. Більшість було зібрано в країні на потужностях OTO Melara. Боковини корпусу перших зразків складались з двох частин.[7] Всі машини було замінено на командні варіанти БМП Freccia.[джерело?]
- Нідерланди: мали на озброєнні командно-штабні машини M577A1, які отримали прізвисько Bakkerskar (машина пекаря).[42] Замінені на командні варіанти CV90. Деякі законсервовані машини було продано Бахрейну.[джерело?]
- Німеччина: з 2011-го року всі наявні машини M577GA2 було законсервовано та замінено командним варіантом колісної БМП Boxer. Значну кількість цих знятих зі служби машин надалі було передано Литві.[32]
- Нова Зеландія: командно-штабні машини M577A1 були замінені на машини керування та управління на базі високомобільного позашляховика Пінцґауер.[джерело?]

### Силові структури

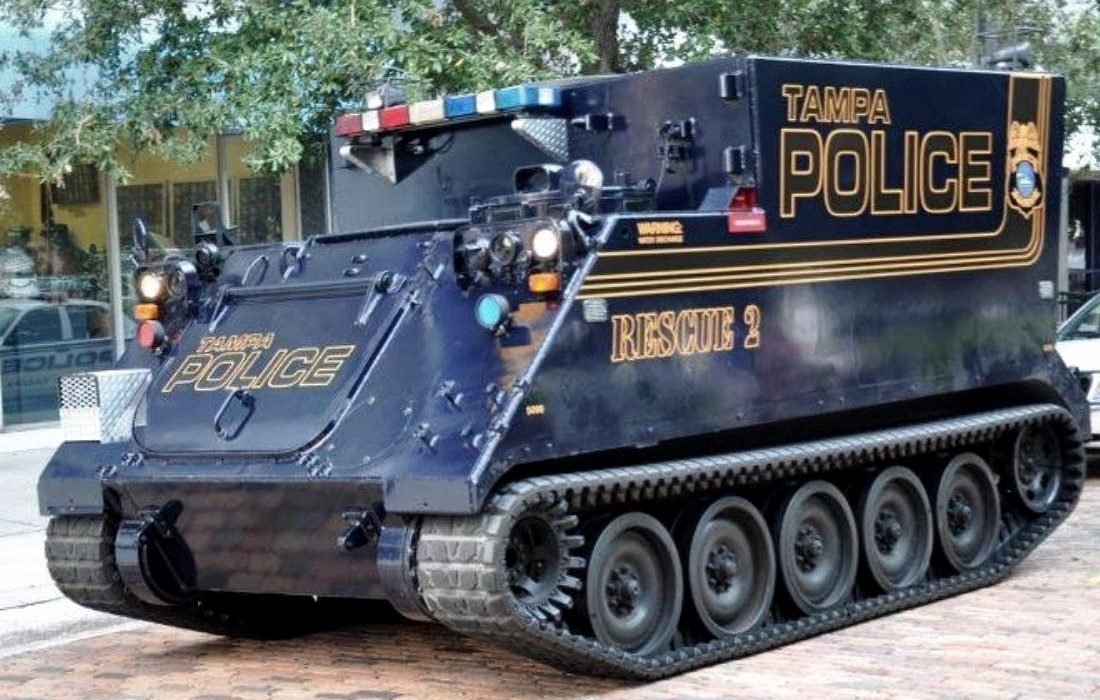
Рятувальний транспортний засіб M577 відділу поліції Тампи, Флорида

Різні органи правопорядку та поліцейські відомства (переважно у США) адаптували M577 для виконання завдань тактичного реагування та звільнення заручників.
Серед підрозділів, що використовують такі машини, числяться:
- Поліцейська дільниця округу Калгун (Айова)
- Відділ поліції Лейкленду (Флорида)
- Поліцейська дільниця округу Маком (Мічиган)
- Відділ поліції Тампи (Флорида)

### Цивільні

#### НАСА

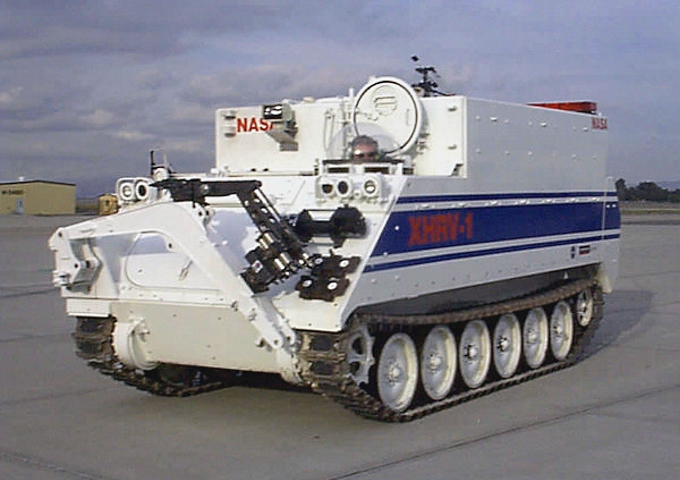
Експериментальна машина для роботи з небезпечними матеріалами NASA XHRV-1

До безпосереднього закриття програми Спейс Шаттл, НАСА використовували чотири броньовані евакуаційні машини M113A2. Протягом 1994-1997 рр. проводились випробування експериментальної машини для роботи з небезпечними матеріалами (англ. eXperimental HAZMAT Response Vehicle (XHRV-1)) - версії M577A3, розробленої спеціально для роботи з небезпечними речовинами, наприклад аварій з небезпечними вантажами. Машину, взято в оренду у FMC, було розроблено разом з Дослідницьким центром Еймса. Вона мала подовжене шасі на шість опорних катків, як у варіанті M577A2E2, та зовнішні паливні баки схожі ті, що встановлювались на M113A3.
Попреду було встановлено руку маніпулятора для роботи з небезпечними матеріалами. Люк водія замінено на прозорий полікарбонатний купол. Корпус машини герметизований, встановлено спеціальну систему фільтрації та кондиціонування повітря. Було прибрано додаткову силову установку в передній частині корпусу праворуч від люка водія. Позаду рампу вантажного відділення замінили на два герметичні порти, через які екіпаж в спеціальних захисних костюмах може безпечно виходити з машини не взаємодіючи з небезпечними матеріалами. У десантному відділенні обладнано чотири робочих місця на додачу до водія та командира машини. На даху вищої частини корпусу розташовано квадрокоптер зі стереоскопічною камерою та різноманітними датчиками зовнішнього середовища, яким керує оператор з середини машини. Початкова концепція передбачала ще один полікарбонатний купол для персоналу, але цю ідею не було реалізовано.
Лише один прототип (в кольорах військової санітарної машини) доступний назагал в музеї летовища Іґл Філд в Каліфорнії.

## Схожі транспортні засоби
- AIFV Command Post Vehicle (AIFV-B-CP)
- LAV Command and Control Vehicle (LAV-C2)
- M4 Command and Control Vehicle (M4 C2V)
- M1130 Commander's Vehicle
- YPR-765 PRCO-C Armored Command Post Vehicle